# 波止場女のブルース
『波止場女のブルース』（はとばおんなのブルース）は、1970年6月5日に発売された森進一の16枚目のシングル。

## 解説
- 同年10月3日、本曲を題材とした同名の映画が松竹系から公開された（監督：斉藤耕一）。
- カバー歌唱は1972年鶴岡雅義と東京ロマンチカ。1973年12月藤圭子LP『演歌全集8枚組』に収録。

## 収録曲
1. 波止場女のブルース（3分17秒）
作詞：なかにし礼／作曲：城美好／編曲：森岡賢一郎
2. 女の明日は南の果てに（3分25秒）
作詞：千坊さかえ／作曲：花礼二／編曲：川口真

## 映画
森進一の楽曲の松竹で初めての歌謡映画化作品。1970年10月3日公開。その後『望郷』（1971年3月）や 『旅路 おふくろさんより』（1972年7月）と映画化が続いた。
キャスト
- 上条槇 - 岡田茉莉子
- 広田一政 - 森次晃嗣
- 広田洋介 - 野々村潔
- 広田美子 - 小川ひろみ
- 田島進 - 森進一
- 千葉 - 川地民夫
- 花村貴子 - 西尾三枝子
- 西村晃

スタッフ
- 監督：斎藤耕一
- 脚本：下飯坂菊馬
- 撮影：竹村博
- 音楽：大森盛太郎
- 配給：松竹